# Mario Roselli
La motonave Mario Roselli fu una nave da carico protagonista di una delle più gravi tragedie delle truppe italiane vittime della seconda guerra mondiale, rappresentata dall'eccidio di Cefalonia e di Corfù.

## Le missioni del 1942/'43
La Mario Roselli venne costruita dai Cantieri Riuniti dell'Adriatico di Monfalcone su ordinazione della Società Italia di Navigazione di Genova nel 1940. Nello stesso cantiere vennero contestualmente costruite le navi gemelle Reginaldo Giuliani, Gino Allegri, Fabio Filzi e Carlo Del Greco, tutte su ordinazione del Lloyd Triestino.
Varata il 25 aprile 1941, la nave venne consegnata al committente il 22 aprile 1942 e requisita il giorno dopo a Trieste dalla Marina Militare Italiana che la incorporò nel suo naviglio ausiliario di guerra.
La sua prima missione fu il rifornimento delle truppe italiane di stanza in Libia, sulla tratta Brindisi-Bengasi-Brindisi, con prima partenza da Brindisi il 16 maggio 1942.
Il 24 maggio, in porto a Bengasi, venne colpita durante un attacco aereo degli alleati.
Circa un mese dopo, il 23 giugno, in navigazione per Bengasi, la nave divenne bersaglio degli aerei alleati al largo di Capo Rizzuto, riportando danni rilevanti a causa dei siluri ricevuti. Assistito inizialmente dai rimorchiatori Gagliardo, proveniente da Taranto, Fauna, proveniente da Crotone, e Portoferraio, il mercantile venne poi rimorchiato a Taranto dalla torpediniera Orsa con la scorta prima del cacciatorpediniere Turbine e della torpediniera Partenope, e poi delle torpediniere Antares ed Aretusa.
Trasferita al traino da Taranto a Monfalcone nel settembre 1942 per le riparazioni, l'unità rimase in cantiere fino al 19 dicembre, quando rientrò in servizio sulla rotta Napoli-Palermo-Biserta, con cinque missioni totalizzate fino al marzo 1943. L'11 aprile dello stesso anno la nave venne nuovamente bombardata, questa volta nel porto di Napoli.
Il 9 settembre 1943, il giorno dopo la comunicazione dell'avvenuto armistizio di Cassibile, la Mario Roselli divenne preda bellica della Marina militare tedesca, che la incorporò nel suo naviglio ausiliario di guerra. Il 20 settembre venne utilizzata per un trasporto di prigionieri italiani a Venezia, con successiva partenza per Trieste il 27 settembre.

## La strage di Corfù
Il 9 ottobre 1943 la motonave Mario Roselli giunse in rada a Corfù per imbarcare numerosi prigionieri italiani, circa 5.500 militari, che nei giorni prima erano stati catturati negli scontri con i tedeschi.
Le operazioni di imbarco iniziarono all'arrivo della nave e si protrassero per tutta la notte tra il 9 ed il 10 ottobre; i prigionieri venivano trasbordati da riva alla nave tramite piccoli motoscafi. Ad imbarco quasi completato, alle ore 7:15 del 10 ottobre, venne avvistato un aereo alleato, che immediatamente attaccò la nave ed i motoscafi. Una bomba centrò un motoscafo, stipato di prigionieri, ed un'altra, passando da un boccaporto aperto con tragica precisione, cadde direttamente nella stiva della nave, gremita di italiani, ed esplose, causando una terribile strage e lo sbandamento della nave sulla dritta a causa dell'imbarco di acqua. Molti prigionieri sulla Roselli, non coinvolti nell'esplosione, tentarono di salvarsi gettandosi in mare, per poi affogare poco dopo. Il mare intorno alla nave si riempì quindi di cadaveri, rendendo l'idea di quanta sofferenza ed orrore si verificarono in questo tragico bombardamento su prigionieri inermi; sono state calcolate 1.302 vittime. I prigionieri a terra, capendo la gravità ed il pericolo della situazione, fecero un tentativo di fuga nelle campagne circostanti, inseguiti dai tedeschi che avevano aperto un fitto fuoco sugli inseguiti; alcuni di questi ultimi, nonostante l'odio dei greci per l'occupazione italiana, vennero aiutati e nascosti dalla popolazione, scampando a morte certa.
I superstiti a bordo della nave vennero sbarcati, e la nave, gravemente sbandata, venne abbandonata in rada dove si trovava al momento del bombardamento.
Il giorno dopo vi fu un nuovo attacco aereo, che causò il definitivo affondamento della Mario Roselli.

## Il recupero e la ricostruzione
Nel 1952 il relitto della Mario Roselli, rimasto appoggiato sul fondale in assetto di navigazione con il fumaiolo affiorante, venne recuperato. Il recupero venne effettuato svuotando alcune cisterne di acqua dolce rimaste intatte durante l'affondamento che, una volta svuotate dall'acqua e riempite di aria, resero il relitto galleggiante. Rimorchiata ai Cantieri Navali Riuniti di Monfalcone (lo stesso cantiere dove venne costruita la nave) la ex Mario Roselli, caso più unico che raro, venne ricoverata sullo stesso scalo dove era stata varata, e da dove poi ebbe luogo il secondo varo della sua vita. Terminati i lavori, l'11 giugno 1952 la motonave venne immatricolata come "Alpe". La nave ricostruita aveva una stazza lorda di 6893,00 tonnellate.

## Servizio
Nell'ottobre 1952 la nave fu acquistata dalla Italnavi Società di Navigazione di Genova, società marittima della FIAT che si occupava del trasporto di automobili FIAT verso gli Stati Uniti ed il Sudamerica, in particolare verso Buenos Aires con una durata della rotta di circa dieci/dodici giorni. L'Alpe trasportava soprattutto FIAT 500 e 1500 ed era soprannominata dai suoi marittimi "la Nostra" per via della sua ricostruzione.
Tredici anni dopo, nell'ottobre 1965, la motonave Alpe venne venduta alla Compagnia Marittima Carlo Cameli di Genova, e nel luglio 1969, dopo altri lavori che comportarono un aumento della stazza lorda a 9136,00 tonnellate, la nave venne acquistata dalla Costa Armatori S.p.A., che dopo un breve utilizzo la rivendette nel 1970 alla Flemar di Montevideo.
Nel 1972 la nave venne alienata per la demolizione, che venne eseguita in Inghilterra nello stesso anno.